# Jonval
Jonval település Franciaországban, Ardennes megyében. Lakosainak száma 89 fő (2022. január 1.). Jonval Bouvellemont, Chagny, La Sabotterie, Saint-Loup-Terrier és Tourteron községekkel határos.

## Népesség
A település népességének változása:
| Lakosok száma | 92   | 99   | 90   | 81   | 87   | 94   | 98   | 102  | 98   | 89   |
|               | 1968 | 1982 | 1990 | 2006 | 2013 | 2015 | 2017 | 2019 | 2020 | 2022 |